# Gornji Morinj
Gornji Morinj (cyr. Горњи Морињ) – wieś w Czarnogórze, w gminie Kotor. W 2003 roku liczyła 16 mieszkańców.